# Christa Wolf
Christa Wolf (født 18. marts 1929, død 1. december 2011 i Berlin) var en tysk forfatter.

## Liv
Christa Ihlenfeld blev født i Landsberg an der Warthe i provinsen Województwo lubuskie (derefter Tyskland,  provins Preussen). Hun er datter af købmand Otto Ihlenfeld, Landsberg an der Warthe. Da dette område var en del af de tyske østområder måtte familien i 1945 flygte fra de fremrykkende sovjetiske tropper til Mecklenburg. Hendes far arbejdede som kontormedhjælper hos borgmesteren i landsbyen Gammelin ved Schwerin.Hun fik 1949 sin studentereksamen i Bad Frankenhausen og blev samme år medlem af kommunistpartiet, hvor hun var medlem indtil hendes udtrædelse i juni 1989. Fra 1949 til 1953 studerede hun germanistik i Jena og Leipzig. 
Under navnet Christa Wolf blev hun en af Østtysklands vigtigste forfattere. 1959-61 arbejdede hun for Stasi. Derefter blev hun en kendt systemkritiker, men meldte sig først ud af partiet i 1989.
I 1980 modtog hun Georg Büchner-prisen. 

## Udvalgt bibliografi
- Der geteilte Himmel (1963)
- Nachdenken über Christa T. (1969)
- Kassandra (1983)
- Was bleibt (1990)
- Auf dem Weg nach Tabou (1995)
- Leibhaftig (2002)
- Englenes By eller The Overcoat of Dr. Freud (2011)

## Ekstern henvisning
- Biografi af Christa Wolf – på engelsk og tysk